# Uharte-Arakil
Uharte-Arakil là một đô thị trong tỉnh và cộng đồng tự trị Navarre, Tây Ban Nha. Đô thị này có diện tích là 38,17 ki-lô-mét vuông, dân số năm 2009 là 841 người với mật độ người/km². Đô thị này có cự ly 32 km so với tỉnh lỵ Pamplona.